# Selección femenina de fútbol sub-17 de Japón
La selección femenina de fútbol sub 17 de Japón es el equipo representativo del país en las competiciones oficiales de fútbol femenino de la categoría sub-17. La Japan Football Association está encargada del funcionamiento del equipo.
Ha participado en todas las versiones del Campeonato Sub-16 femenino de la AFC desde 2005, obteniendo el campeonato en cuatro ocasiones: 2005, 2011, 2013 y 2019.
También ha participado en todas las versiones de la Copa Mundial de Fútbol Sub-17, obteniendo el subcampeonato en 2010 y en 2016, y el Campeonato mundial en 2014

## Historial

### Campeonato Mundial Sub-17
| Año  | Ronda            | PJ          | G           | E           | P           | GA          | GR          |
| ---- | ---------------- | ----------- | ----------- | ----------- | ----------- | ----------- | ----------- |
| 2008 | Cuartos de final | 4           | 3           | 1           | 0           | 19          | 7           |
| 2010 | Subcampeón       | 6           | 4           | 1           | 1           | 20          | 9           |
| 2012 | Cuartos de final | 4           | 3           | 0           | 1           | 17          | 1           |
| 2014 | Campeón          | 6           | 6           | 0           | 0           | 23          | 1           |
| 2016 | Subcampeón       | 6           | 5           | 1           | 0           | 19          | 2           |
| 2018 | Cuartos de final | 4           | 1           | 3           | 0           | 8           | 2           |
| 2022 | Cuartos de final | 4           | 3           | 0           | 1           | 11          | 2           |
| 2024 | Cuartos de final | 4           | 2           | 2           | 0           | 8           | 4           |
| 2025 | Clasificada      | Clasificada | Clasificada | Clasificada | Clasificada | Clasificada | Clasificada |

### AFC
| Año  | Ronda        | PJ | G | E | P | GA | GR |
| ---- | ------------ | -- | - | - | - | -- | -- |
| 2005 | Campeón      | 5  | 4 | 1 | 0 | 69 | 1  |
| 2007 | Subcampeón   | 4  | 2 | 0 | 2 | 5  | 6  |
| 2009 | Tercer lugar | 5  | 3 | 0 | 2 | 26 | 7  |
| 2011 | Campeón      | 5  | 5 | 0 | 0 | 18 | 0  |
| 2013 | Campeón      | 4  | 3 | 1 | 0 | 35 | 1  |
| 2015 | Subcampeón   | 5  | 3 | 1 | 1 | 19 | 2  |
| 2017 | Tercer lugar | 5  | 4 | 1 | 0 | 12 | 2  |
| 2019 | Campeón      | 5  | 4 | 1 | 0 | 21 | 1  |
| 2024 | Subcampeón   | 5  | 4 | 0 | 1 | 15 | 2  |